# Verne (cràter)
|  | No s'ha de confondre amb el cràter lunar Jules Verne. |

Verne és un petit cràter d'impacte de la Lluna. Està situat sobre la Mare Imbrium, entre el cràter Euler (a l'oest) i el cràter Lambert (a l'est). Els seus veïns més propers són altres dos petits cràters, Artemis i Felix, situats al nord.

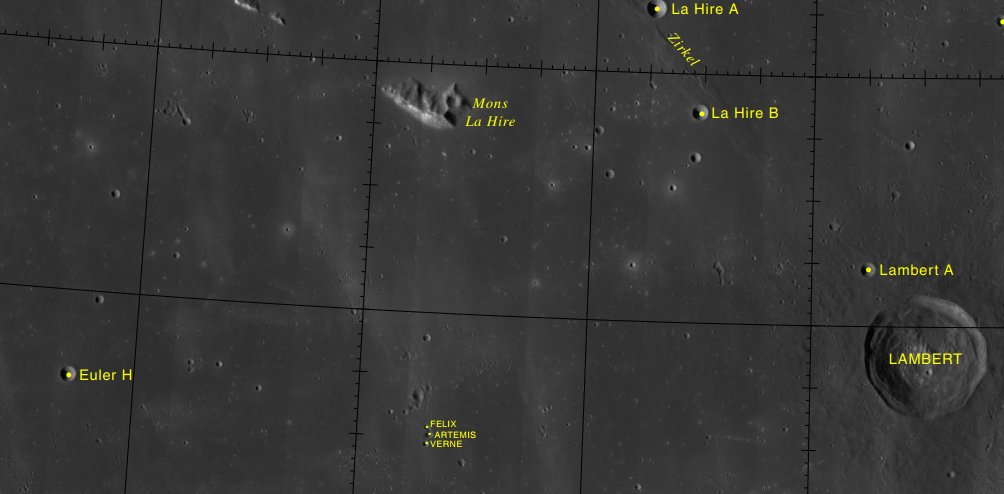
Localització de Verne (part inferior de la imatge)

La forma del cràter és similar a la d'una copa. L'altura de la vora sobre el terreny circumdant és d'uns 70 m.
El nom procedeix d'una designació originalment no oficial continguda en la pàgina 40A4 / S11 de la sèrie de plànols del Lunar Topophotomap de la NASA, que va ser adoptada per la UAI en 1976.
No s'ha de confondre aquest petit cràter impacte amb el cràter més gran Jules Verne (143 km de diàmetre), anomenat així per l'escriptor francès Jules Verne.